# Гегечкорі Олег Іродійович
Олег Іродійович Гегечкорі (9 січня 1972, смт Гвардійське, Сімферопольський район, Кримська область, УРСР, СРСР — 8 березня 2022, с. Бервиця, Київська область, Україна) — український військовослужбовець, льотчик, полковник, командир вертолітної ескадрильї 11 ОБрАА Сухопутних військ Збройних сил України, учасник російсько-української війни. Герой України (2022, посмертно).

## Життєпис
Олег Гегечкорі народився 9 січня 1972 року в селищі Гвардійське, що в Криму. Батько все життя віддав військовій авіації й був стрілком-радистом на бомбардувальниках, за національністю грузин, мати — росіянка. У родині була ще старша сестра.
У 9−10 класах він відвідував «Добровільне товариство сприяння армії, авіації і флоту», де разом з інструктором почав літати на військовому навчально-тренувальному літаку L-29, потім вже сам сідав за штурвал.
Після строкової служби здобув професію вертолітника в Кременчуцькому льотному училищі, де навчався з 1992 по 1995 рік.
Оскільки за плечима мав ще й військову кафедру, то в званні молодшого лейтенанта пішов служити в одну з військових частин під Одесою. Менш ніж за три роки її розформували й Гегечкорі перевели в Херсон до вертолітної ескадрильї 11-ї окремої бригади армійської авіації Сухопутних військ ЗСУ.
Провів за штурвалом вертольота більше ніж 20 років. До 2014 року неодноразово виконував обов'язки в складі українського контингенту місії ООН в Ліберії, Сьєрра-Леоне, а також проходив службу у пошуковій бригаді.
З 2014 року виконував бойові завдання в зоні АТО/ООС. Зазвичай доставляв вантажі та евакуйовував поранених. Виконував бойові завдання у Дебальцевому, Волновасі, Амвросіївці та інших містах. За всі ці бойові операції був нагороджений орденом «За мужність» III ст.
Крім основної роботи, встигав працювати інструктором, навчаючи молодих курсантів.
Служив командиром вертолітної ескадрильї 11-ї окремої бригади армійської авіації Сухопутних військ Збройних Сил України.
Після початку повномасштабного вторгнення росії в Україну літав у київському напрямку, атакуючи ворожі колони. Здійснював по декілька вильотів на день.
8 березня 2022 року вилетів на виконання бойового завдання, але окупанти поцілили в його вертоліт з ПЗРК і він розбився поблизу села Бервиця, що на Київщині.
8 квітня 2022 року похований на Свіштовському кладовищі у м. Кременчуці.
Залишилися дружина та двоє дітей.

## Нагороди
- звання Герой України з удостоєнням ордена «Золота Зірка» (8 травня 2022, посмертно) — за особисту мужність, виявлену у захисті державного суверенітету та територіальної цілісності України, вірність військовій присязі[7]
- орден «За мужність» II ст. (14 березня 2022) — за особисту мужність під час виконання бойових завдань, самовіддані дії, виявлені у захисті державного суверенітету та територіальної цілісності України, вірність військовій присязі[8]
- орден «За мужність» III ст. (12 грудня 2016) — за особисту мужність, самовідданість і високий професіоналізм, виявлені у захисті державного суверенітету та територіальної цілісності України, вірність військовій присязі[9]

## Вшанування пам'яті
У місті Кременчук є вулиця Полковника Гегечкорі.